# Парк юрского периода III (саундтрек)
| Оценки критиков | Оценки критиков                                                                    |
| Источник        | Оценка                                                                             |
| --------------- | ---------------------------------------------------------------------------------- |
| AllMusic        | 2,5 из 5 звёзд · 2,5 из 5 звёзд · 2,5 из 5 звёзд · 2,5 из 5 звёзд · 2,5 из 5 звёзд |
| Empire          | 3 из 5 звёзд · 3 из 5 звёзд · 3 из 5 звёзд · 3 из 5 звёзд · 3 из 5 звёзд           |
| Filmtracks      | 3 из 5 звёзд · 3 из 5 звёзд · 3 из 5 звёзд · 3 из 5 звёзд · 3 из 5 звёзд           |
| Movie Wave      | 3,5 из 5 звёзд · 3,5 из 5 звёзд · 3,5 из 5 звёзд · 3,5 из 5 звёзд · 3,5 из 5 звёзд |

Jurassic Park III: Original Motion Picture Soundtrack — саундтрек-альбом к одноимённому фильму. Композитором, оркестратором и дирижёром выступил Дон Дэвис, исполнение музыки происходило в Hollywood Studio Symphony. Дэвис включил музыку темы Джона Уильямса.

## Предыстория и написание музыки
Джон Уильямс ранее написал саундтреки к фильмам «Парк юрского периода» и «Парк юрского периода: Затерянный мир». Вовремя производства третьего фильма Уильямс был занят работой над «Искусственным разумом» и предложил Дона Дэвиса написать музыку к «Парку юрского периода III». По словам Дэвиса: «Я подозреваю, что он не был слишком заинтересован в том, чтобы написать музыку к третьей части франшизы, с которой он попрощался когда-то раньше». Несмотря на слухи, Джеймс Хорнер никогда не был нанят для написания музыки к фильму.
После подписания контракта на проект Дэвис не был уверен, сможет ли его музыка сооветствует работе Уильямса. Он прослушал саундтреки предыдущих фильмов «Парк юрского периода», надеясь, что его музыка будет поддерживать согласованность с ними. Были использованы некоторые из предыдущих тем Уильямса, в основном из первого фильма, но некоторые были сокращены или удлинены, чтобы соответствовать определённым сценам. Уильямс предоставил Дэвису свои оригинальные рукописные темы. Одна из тем Уильямса используется для персонажа Алана Гранта Davis also composed a new theme which was supposed to recreate the mending relationship between Paul and Amanda Kirby..
Саундтрек была записана на 104 сцене Hollywood Studio Symphony и хором из 60 человек на сцене Newman Scoring Stage, оркестратором и дирижёром выступил Дэвис. Одна композиция, «Clash of Extinction», была создана для сцены битвы между тираннозавром и спинозавром, хотя Джонстон удалил композицию.
Помимо музыки Дэвиса, Джонстон решил включить «Big Hat, No Cattle», песню Рэнди Ньюмана из его альбома Bad Love.

## Original Motion Picture Soundtrack
| №   | Название                       | Автор(ы)                                    | Исполнитель(и) | Длительность |
| --- | ------------------------------ | ------------------------------------------- | -------------- | ------------ |
| 1.  | «Isla Sorna Sailing Situation» | Включает Jurassic Park Theme Джона Уильямса |                | 4:32         |
| 2.  | «The Dinosaur Fly-By»          | Включает Jurassic Park Theme Джона Уильямса |                | 2:15         |
| 3.  | «Cooper’s Last Stand»          |                                             |                | 2:01         |
| 4.  | «The Raptor Room»              |                                             |                | 2:35         |
| 5.  | «Raptor Repartee»              |                                             |                | 3:06         |
| 6.  | «Tree People»                  |                                             |                | 2:04         |
| 7.  | «Pteranodon Habitat»           |                                             |                | 3:04         |
| 8.  | «Tiny Pecking Pteranodons»     |                                             |                | 3:38         |
| 9.  | «Billy Oblivion»               |                                             |                | 2:51         |
| 10. | «Brachiosaurus on the Bank»    | Включает Jurassic Park Theme Джона Уильямса |                | 2:07         |
| 11. | «Nash Calling»                 |                                             |                | 3:38         |
| 12. | «Bone Man Ben»                 |                                             |                | 7:20         |
| 13. | «Frenzy Fuselage»              |                                             |                | 4:01         |
| 14. | «Clash of Extinction»          |                                             |                | 1:42         |
| 15. | «The Hat Returns/End Credits»  | Включает Jurassic Park Theme Джона Уильямса |                | 5:10         |
| 16. | «Big Hat, No Cattle»           |                                             | Рэнди Ньюман   | 4:26         |

## Список оригинальных композиций
Полный список известных композиций выглядит следующим образом (включая альтернативные версии):
1. «Isla Sorna Sailing Situation» - [4:22]
2. «The Dig Site (Unused)» - [1:07]
3. «They Were Smart» - [1:42]
4. «A Walk in the Park» - [1:21]
5. «Resonating Chamber» - [1:17]
6. «Alan Goes (Album Mix Ending)» - [1:54]
7. «Dinosaur Fly-By (Album)» - [2:12]
8. «What’s a Bad Idea (Album)» - [1:03]
9. «Coopers Last Stand» - [1:43]
10. «We Haven»t Landed Yet» - [0:40]
11. «Frenzy Fuselage (Album Mix)» - [3:12]
12. «Clash of Extinction (Unused)» - [1:42]
13. «The Kirby’s Story» - [4:06]
14. «Bone Man Ben» - [3:38]
15. «Raptor Eggs» - [2:52]
16. «The Raptor Room» - [2:34]
17. «The Raptor Repartee» - [3:26]
18. «Eric Saves Alan» - [1:47]
19. «Tree People» - [2:02]
20. «Nash Calling» - [3:36]
21. «Party Crasher» - [3:17]
22. «Pteranodon Habitat» - [3:01]
23. «Tiny Pecking Pteranodons» - [3:23]
24. «Billy Oblivion» - [2:49]
25. «Brachiosaurus on the Bank» - [2:07]
26. «Reaching for Glory» - [2:31]
27. «Underwater Attack» - [2:11]
28. «Spinosaurus Confrontation» - [3:02]
29. «River Reminiscence» - [1:08]
30. «Ambush and Rescue» - [3:40]
31. «The Hat Returns - End Credits (Album)» - [5:22]
32. «Big Hat, No Cattle (Source)» - [4:26]
33. «Alan Goes (Film Mix)» - [1:50]
34. «Dinosaur Fly-By (Extended Film Version)» - [2:21]
35. «Coopers Last Stand (Film Alternate)» - [1:23]
36. «Frenzy Fuselage (Film Mix)» - [3:11]
37. «Raptor Room (Film/Extended Choir Section)» - [1:21]
38. «Pteranodon Habitat (Film Alternate)» - [3:24]
39. «Underwater Attack (Film Mix)» - [2:05]
40. «Spinosaurus Confrontation (Film Mix)» - [3:02]
41. «Ambush and Rescue (Film Mix)» - [3:42]
42. «End Credits Suite (Film Alternate)» - [8:43]

## Проморелиз
Проморелиз музыки был подарен друзьям Дона Дэвиса и включает в себя почти всю музыку. Данный микс узок из-за прямого нисхождения от оригинальных записей 5.1, без какой-либо коррекции или ремикса для стереопроизводительности.
| №   | Название                               | Автор(ы)                                           | Длительность |
| --- | -------------------------------------- | -------------------------------------------------- | ------------ |
| 1.  | «Isla Sorna Sailing Situation»         | Включает Jurassic Park Theme Джона Уильямса        | 4:22         |
| 2.  | «Alan and Ellie»                       | Включает Jurassic Park Theme Джона Уильямса        | 1:42         |
| 3.  | «Udesky, Nash and Cooper»              |                                                    | 2:28         |
| 4.  | «Montana (Unused)»                     | Включает Jurassic Park Theme Джона Уильямса        | 1:17         |
| 5.  | «Alan Goes»                            | Включает Jurassic Park Theme Джона Уильямса        | 1:54         |
| 6.  | «Dinosaur Fly-By»                      | Включает Jurassic Park Theme Джона Уильямса        | 2:12         |
| 7.  | «Cooper’s Last Stand»                  | Включает Jurassic Park Theme Джона Уильямса        | 2:45         |
| 8.  | «Frenzy Fuselage»                      |                                                    | 3:59         |
| 9.  | «Clash of Extinction (Unused)»         | Включает Jurassic Park Raptor Theme Джона Уильямса | 1:40         |
| 10. | «Kirby Paint and Tile Plus»            |                                                    | 4:06         |
| 11. | «Bone Man Ben»                         |                                                    | 3:38         |
| 12. | «Raptor Eggs»                          |                                                    | 2:52         |
| 13. | «The Raptor Room»                      | Включает Jurassic Park Raptor Theme Джона Уильямса | 2:33         |
| 14. | «The Raptor Repartee»                  | Включает Jurassic Park Raptor Theme Джона Уильямса | 3:26         |
| 15. | «Eric Saves Alan»                      | Включает Jurassic Park Theme Джона Уильямса        | 1:47         |
| 16. | «Tree People»                          |                                                    | 2:01         |
| 17. | «Nash Calling»                         |                                                    | 3:36         |
| 18. | «Party Crasher»                        |                                                    | 3:17         |
| 19. | «Pteranodon Habitat»                   |                                                    | 3:01         |
| 20. | «Tiny Pecking Pteranodons»             | Включает Jurassic Park Raptor Theme Джона Уильямса | 3:23         |
| 21. | «Billy Oblivion»                       |                                                    | 2:49         |
| 22. | «Brachiosaurus On the Bank»            | Включает Jurassic Park Theme Джона Уильямса        | 2:07         |
| 23. | «Reaching For Glory»                   |                                                    | 2:31         |
| 24. | «Underwater Attack»                    |                                                    | 2:11         |
| 25. | «Spinosaurus Confrontation»            |                                                    | 3:02         |
| 26. | «River Reminiscence (Unused)»          | Включает Jurassic Park Theme Джона Уильямса        | 1:08         |
| 27. | «Ambush and Rescue»                    |                                                    | 3:40         |
| 28. | «The Hat Returns/ End Credits (Album)» | Включает Jurassic Park Theme Джона Уильямса        | 5:22         |